# Grenaa Station
Grenaa Station er en dansk jernbanestation i havnebyen Grenaa på Djursland i Østjylland. Den er endestation for Grenaabanen mellem Aarhus og Grenaa, der siden 2019 er en del af Aarhus Letbane.

## Historie
Grenaa fik jernbanestation, da Østjyske Jernbane (ØJJ) 26. august 1866 åbnede strækningen Randers-Ryomgård-Grenaa, som også omfattede havnebanen fra Grenaa Station til Grenaa Havn. Et vigtigt formål med banen var nemlig at skaffe Randers adgang til en havn, der lå mere bekvemt ved det åbne hav og havde færre isproblemer om vinteren end Randers' egen havn ved Gudenåen.
Snart fik Grenaa Station direkte forbindelse med Aarhus. 1. december 1877 åbnede Østjyske Jernbane en sidebane fra Ryomgård til Aarhus Østbanegård. Få år senere begyndte togene at køre direkte mellem Aarhus og Grenaa, og Randers-Ryomgård-banen blev en sidebane, som mest havde godstrafik. Denne bane blev nedlagt i 1993 efter at persontrafikken var ophørt allerede 2. maj 1971.
I 1911 åbnedes Ryomgård-Gjerrild Banen (RGB), som 27. juni 1917 blev forlænget fra Gjerrild til Grenaa. Ryomgård-Gjerrild-Grenaa Jernbane (RGGJ) havde sin egen station i Grenaa, Grenaa Vestbanegård (eller bare Grenaa Vest), der lå ca. 700 m nordvest for Grenaa Station ved Vestbanegade. Herfra havde Gjerrildbanen forbindelsesspor til Grenaa Havnebane og Grenaa Station.
Nogle af Ebeltoft-Trustrup Jernbanes tog fortsatte fra 1924 ad DSB-sporet til Grenaa – fra 1932 var det alle banens tog. I 1934 startede Grenaa-Hundested Færgefart, og både DSB og Ebeltoftbanen kunne via Grenaa Havnebane køre helt til færgekajen. I sommerkøreplansperioderne 1952 og 1953 kørte der iltog mellem Aalborg og Grenaa Havn.

### Aarhus Letbane
Fra 2012 indgik Grenaabanen sammen med Odderbanen i Aarhus Nærbane. Nærbanen blev lukket 27. august 2016 for ombygning til letbane som en del af Aarhus Letbane i 2017-2018. Grenaa Station skulle også være endestation for letbanen, der foruden nærbanestrækningen Grenaa-Odder omfatter et nyt tracé gennem Aarhus forbi Aarhus Universitet og Skejby Sygehus. Letbanen er elektrisk med køreledning, og i trafikforliget fra juni 2012 aftalte regeringen, Enhedslisten og Dansk Folkeparti, at elektrificeringen skulle føres helt til Grenaa. Derimod blev ønsket om at føre letbanen ud til Grenaa Havn ikke opfyldt. 
Det var forventet, at Grenaabanen ville genåbne som en del af Aarhus Letbane i begyndelsen af 2018, men på grund af manglende sikkerhedsgodkendelse blev genåbningen udskudt på ubestemt tid. Godkendelsen forelå 25. april 2019, og genåbningen vil finde sted 30. april 2019.

## Grenaa Trafikterminal
Ved siden af Grenaa Station ligger Grenaa Trafikterminal, der foruden buslinjer til oplandet har 25 daglige afgange på hverdage med rute 213 og 214 til Randers. Desuden passeres Trafikterminalen på hverdage af 20 bybusser, hvoraf 15 kører omkring havnen og 5 omkring sygehuset. Med start fra Grenaa Havn er der 1-2 daglige afgange til København, hvoraf enkelte er med Mols-Liniens få afgange om sommeren på ruten Ebeltoft-Sjællands Odde, mens de fleste går via Storebælt.

## Grenaa Havnebane
Mens der stadig var meget godstrafik, blev havnebanen suppleret med den såkaldte "bjergbane" op til fabriksområderne ved Bredstrupvej i nordbyen. DSB's tidligere godstrafik på Grenaa Station blev 1998-2001 opretholdt af Privatbanen Sønderjylland. 
Grenaa Havnebane har i en del år været lukket for trafik, men fra 29. april til 17. oktober 2014 kunne der igen forekomme togkørsel på den. Aarhus Nærbane var spærret mellem Skolebakken i Aarhus og Aarhus H pga. etablering af letbanen ved Dokk1. Dermed blev Grenaabanen afskåret fra omverdenen og fra at få sine Desiro-tog vedligeholdt på værkstedet i Odder. DSB stationerede 11 MR-tog på Grenaabanen og lavede et interimistisk værksted for dem på Grenaa Varmeværk, der ligger for enden af "bjergbanen".

### Bevaret banetracé
- Havnebanen er spærret for togtrafik, når dette skilt er sat
- Havnebanen krydser Havnevej
- Havnebanen krydser Skolebakken – her står blinklysene endnu
- Efter Grønnegade går sporet tv. til opstillingsbanegården
- Havnebanen nærmer sig havnen ved Kattegatvej
- Opstillingsbanegården, hvor sporet midt i billedet grener fra til Nordhavnen og "bjergbanen"
- Sporet til Nordhavnen th., "bjergbanen" tv.
- "Bjergbanen" slutter ved gærfabrikken th., hvor der går et sidespor tv.